# Taif

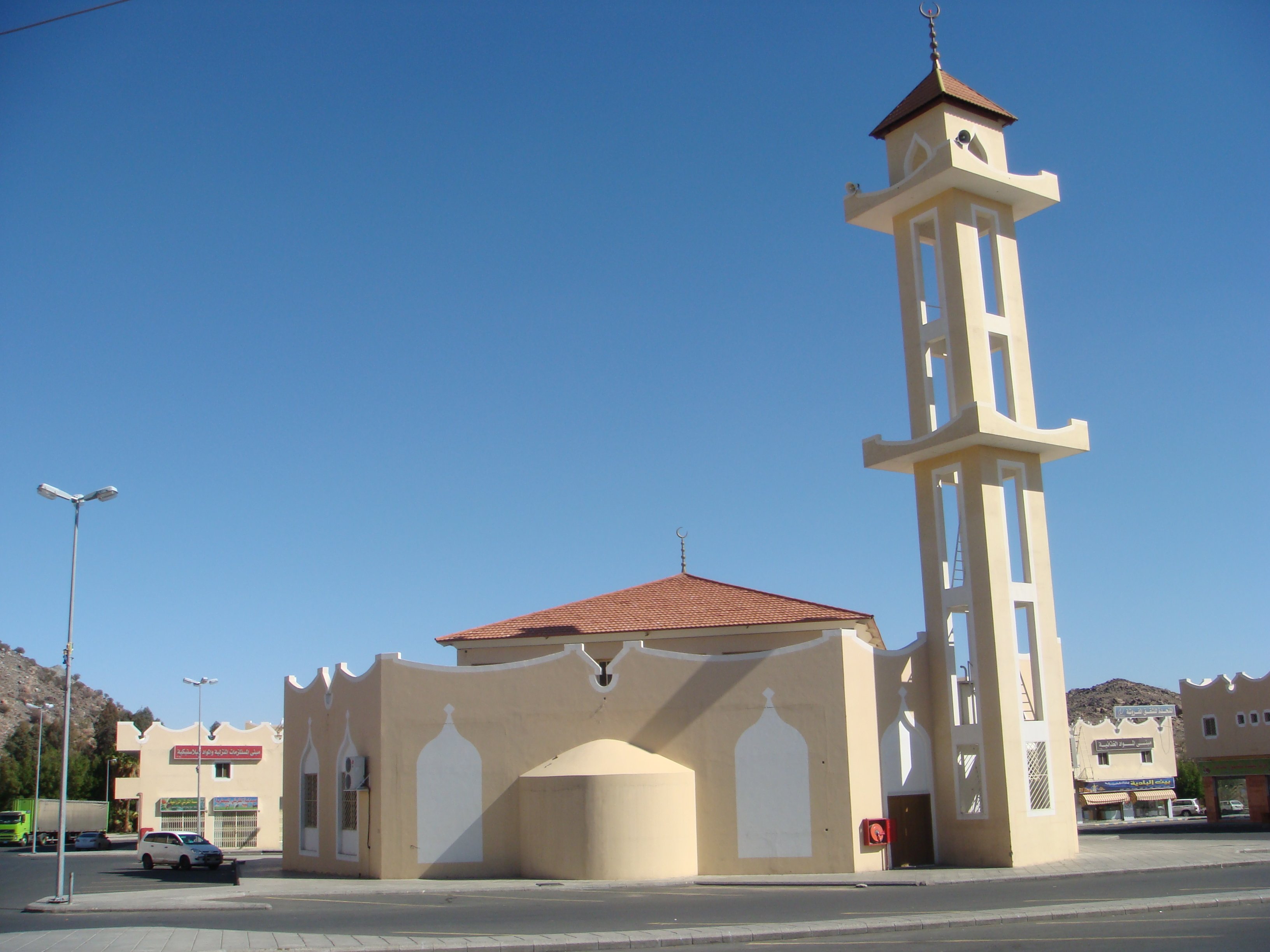
Moské i Taif

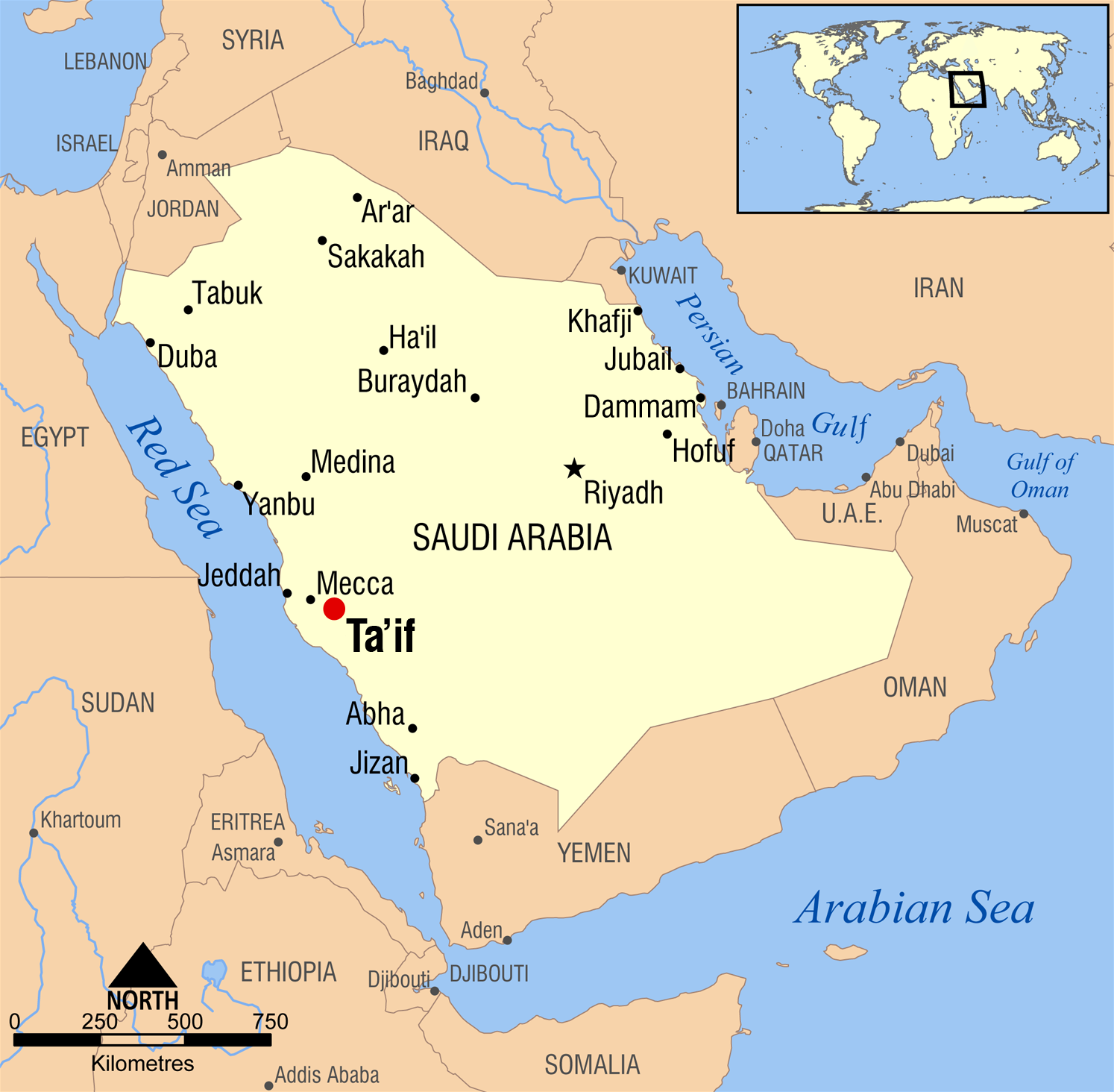
Taifs läge i Saudiarabien

Taif, eller at-Taif (arabiska: الطائف, al-Taif), är en stad i västra Saudiarabien, 70 kilometer sydost om Mecka. Folkmängden uppgick till 579 970 invånare vid folkräkningen 2010..
I förislamisk tid dyrkades den hedniska gudinnan Allāt i Taif. Numera kan man här i stället vörda gravarna för en av profeten Muhammeds kusiner och för två av hans barn vilka dog som spädbarn.
Staden ligger på en fruktbar högplatå i Hijaz på en höjd av 1880 meter. På grund av sitt svala klimat var Taif ett omtyckt sommarresidens för Meckas hashimitiska ledare liksom senare även för den nuvarande saudiska kungafamiljen.
Taif tillhörde det hashimitiska kungariket Hijaz när den erövrades av Ibn Saud 1924. Tillsammans med de heliga städerna Mecka och Medina införlivades Taif med kungariket Saudiarabien när detta bildades 1932.